# Bock, Minnesota
Bock là một thành phố thuộc quận Mille Lacs, tiểu bang Minnesota, Hoa Kỳ. Năm 2010, dân số của thành phố này là 106 người.

## Dân số
- Dân số năm 2000: 106 người.
- Dân số năm 2010: 106 người.